# Robustez (evolução)

Uma rede de genótipos ligados por mutações. Cada genótipo é composto de 3 genes: a, b & c. Cada gene pode ser um de dois alelos. Linhas ligam diferentes fenótipos por mutação. O fenótipo é indicado por cor. Genótipos abc, Abc, aBc e abC situam-se sobre uma rede neutra já que todos têm o mesmo fenótipo escuro. Genótipo abc é robusto já que qualquer mutação mantém o mesmo fenótipo. Outros genótipos são menos robustos na medida que mutações alteram o fenótipo (e.g. ABc).

Robustez de um sistema biológico (também chamado de robustez biológica ou genética) é a persistência de uma certa característica ou traço em um sistema sob perturbações ou condições de incerteza. Robustez no desenvolvimento é conhecida como canalização. De acordo com o tipo de perturbação envolvida, a robustez pode ser classificada como robustez mutacional, ambiental, recombinacional, ou comportamental, etc. A robustez é adquirida através da combinação de muitos mecanismos genéticos e moleculares e pode e pode evoluir por seleção direta ou indireta. Diversos sistemas modelo tem sido desenvolvidos para estudar experimentalmente a robustez e suas consequências evolutivas.